# Rúben Vezo
Rúben Miguel Nunes Vezo (* 25. April 1994 in Setúbal) ist ein portugiesischer Fußballspieler, der bei Olympiakos Piräus unter Vertrag steht.

## Karriere

### Im Verein
Vezo spielte bereits mit elf Jahren in der Jugendmannschaft seines Heimatvereins Vitória Setúbal. In der Saison 2013/14 rückte er in den Profikader auf. Am 18. August 2013 gab er daraufhin sein Profidebüt. Nach zwölf überzeugenden Ligaeinsätzen verließ er den Verein in der Winterpause und unterschrieb einen Vierjahresvertrag beim spanischen Erstligisten FC Valencia. Nach fünf Jahren bei UD Levante wechselte er im Januar 2024 zu Olympiakos Piräus.

### In der Nationalmannschaft
Vezo durchlief die portugiesischen Juniorennationalmannschaften. Im Jahr 2014 nahm er mit der U-20-Auswahl am Turnier von Toulon teil. Für das EM-Qualifikationsspiel gegen Albanien am 7. September 2014 wurde er von Nationaltrainer Paulo Bento erstmals in die A-Nationalmannschaft berufen.